# Hylaeus melaleucae
Hylaeus melaleucae är en biart som beskrevs av Rayment 1953. Hylaeus melaleucae ingår i släktet citronbin, och familjen korttungebin. Inga underarter finns listade i Catalogue of Life.